# Hales Corners
Hales Corners est un village du Wisconsin, aux États-Unis.